# Acanthodactylus robustus
Acanthodactylus robustus là một loài thằn lằn trong họ Lacertidae. Loài này được Werner mô tả khoa học đầu tiên năm 1929.